# N-Phenylpropenoyl-L-aminosäureamide

Strukturformel von N-Kaffeesäure-L-asparaginsäureamid

N-Phenylpropenoyl-L-aminosäureamide sind eine Gruppe 2005 erstmals isolierter sekundärer Pflanzenstoffe. Es handelt sich um Carbonsäureamide, wobei sich die Carbonsäurekomponente von Phenylpropanoiden ableitet und die Aminkomponente von verschiedenen Aminosäuren.

## Vorkommen

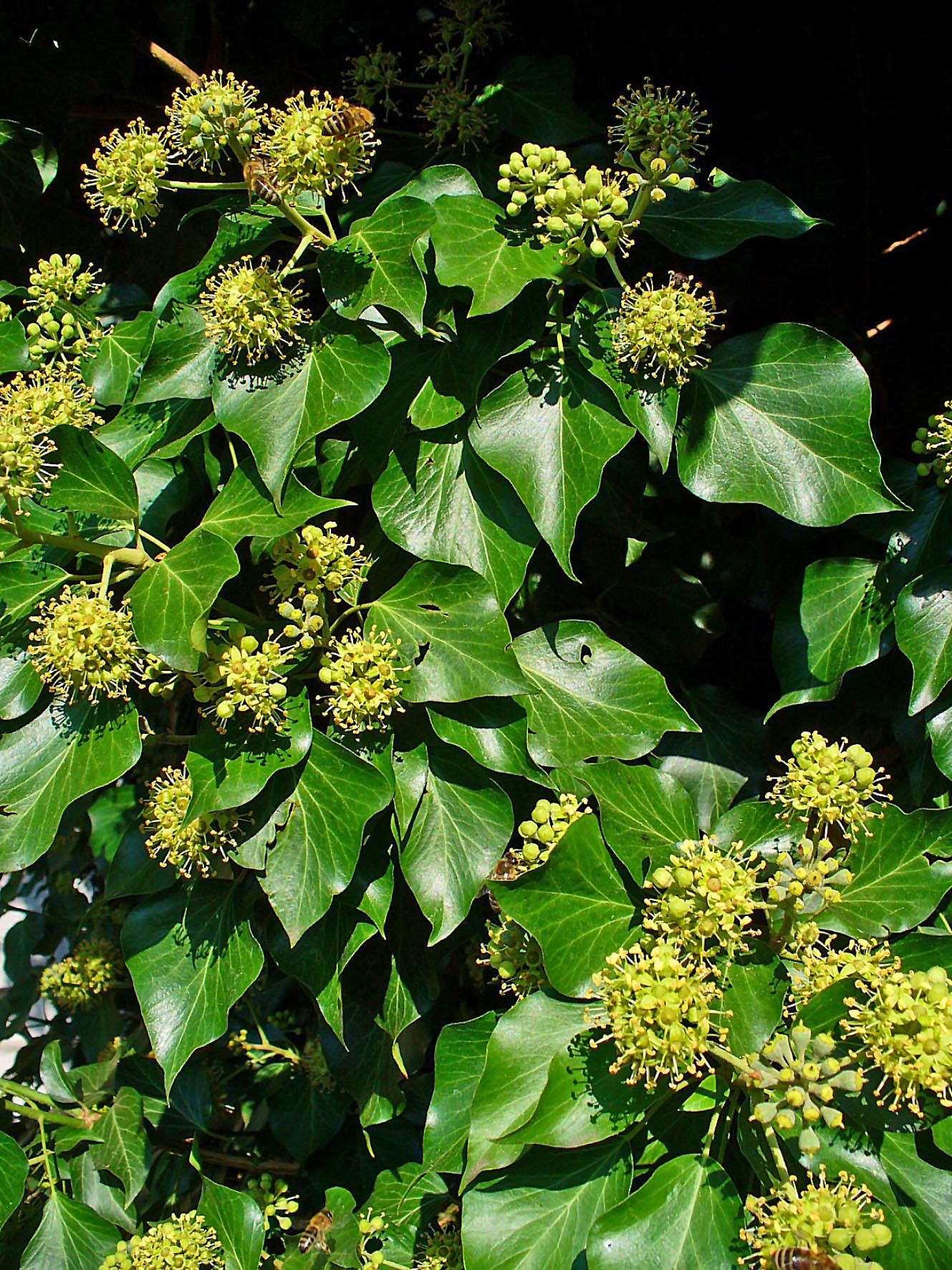
Efeu (Hedera helix)

Die Substanzklasse findet sich in verschiedenen Pflanzen wie beispielsweise in der Arznei-Engelwurz (Angelica archangelica), dem Koriander (Coriandrum sativum), in den Samen des Kakaobaums (Theobroma cacao), in den Blättern des Efeus (Hedera helix) sowie im Schwarzen Holunder (Sambucus nigra).

## Wirkung
In Zellkulturen stimulieren zwei der Stoffe aus dieser Gruppe [N-(E)-Kaffeesäure-L-asparaginsäureamid und N-(E)-Kaffeesäure-L-tryptophanamid] sowohl die Mitochondrienaktivität als auch die Proliferationsrate menschlicher Leberzellen und hornbildender Hautzellen. Eine weitere Komponente verminderte die Adhäsion von Helicobacter pylori an menschlichen Magenschleimhautzellen.